# Лозович (герб)
Лозович (пол.Łosowicz, Syrokomla złamana) – шляхетський герб, різновид герба Сирокомля.

## Опис герба
Опис з використанням класичних правил блазонування:
В червоному полі срібна ленкавица, у якій ліва частина зламана вниз, на ній срібний хрест. Клейнод: три пера страуса. Намет: червоний, підбитий сріблом.

## Історія
Шимон Окольський в Orbis Polonus помилково призначив сім'ї Лозовичів герб Розмір. Правильний герб Лозовичів з'являється вперше у Альберта Віюк-Каяловича. Обидві думки приводить потім Каспер Несецький.

## Гербовий рід
Одна сім'я гербового ролду: Лозовичі (Łosowicz).